# Raúl Eduardo Vela Chiriboga
Raúl Eduardo Vela Chiriboga (Riobamba, 1º gennaio 1934 – Quito, 15 novembre 2020) è stato un cardinale e arcivescovo cattolico ecuadoriano.

## Biografia

### Formazione e ministero sacerdotale
Raúl Eduardo Vela Chiriboga è nato il 1º gennaio 1934 a Riobamba, provincia del Chimborazo e diocesi di Bolívar (oggi Riobamba), nella parte centrale dell'Ecuador.
Ha compiuto gli studi al collegio salesiano di Riobamba e poi al seminario maggiore di Quito. Ha ricevuto l'ordinazione sacerdotale il 28 luglio 1957 per imposizione delle mani di monsignor Leonidas Eduardo Proaño Villalba, vescovo di Riobamba; si è incardinato, ventitreenne, come presbitero della medesima diocesi.
Fra il 1968 ed il 1975 è stato prima sottosegretario e poi segretario della Conferenza Episcopale ecuadoriana.

### Ministero episcopale
Il 20 aprile 1972 papa Paolo VI lo ha nominato, a soli trentotto anni, vescovo ausiliare di Guayaquil, assegnandogli contestualmente la sede titolare di Ausafa. Ha ricevuto la consacrazione episcopale il successivo 21 maggio, presso la Cattedrale dell'Assunzione di Maria Vergine a Quito, per imposizione delle mani del cardinale Pablo Muñoz Vega, arcivescovo metropolita di Quito, assistito dai co-consacranti monsignori Bernardino Echeverría Ruiz, arcivescovo metropolita di Guayaquil e futuro cardinale, e Leonidas Eduardo Proaño Villalba, vescovo di Riobamba e che già lo aveva ordinato sacerdote. Come suo motto episcopale il neo vescovo Vela Chiriboga ha scelto Cum Maria matre Jesu, che tradotto vuol dire "Con Maria, madre di Gesù".
Il 29 aprile 1975 papa Montini lo ha promosso, quarantunenne, 2º vescovo di Azogues; è succeduto a monsignor José Gabriel Diaz Cueva, trasferito lo stesso giorno all'ufficio di ausiliare di Guayaquil.
L'8 luglio 1989 papa Giovanni Paolo II lo ha nominato, cinquantacinquenne, ordinario militare per l'Ecuador, succedendo a monsignor Juan Ignacio Larrea Holguín, arcivescovo metropolita di Guayaquil; contestualmente gli è stata assegnata la sede titolare di Pauzera. Il 15 novembre 1997, con la comunicazione Pastoralis Militum Cura della Congregazione per i vescovi, il papa ha stabilito che agli ordinari militari non fosse più assegnata una sede titolare; per questo motivo, il 7 marzo 1998 monsignor Vela Chiriboga ha rinunciato alla propria sede titolare.
Il 21 marzo 2003 papa Wojtyła lo ha promosso, sessantanovenne, arcivescovo metropolita di Quito, assumendo contestualmente il titolo onorifico di primate dell'Ecuador; è succeduto al settantottenne cardinale Antonio José González Zumárraga, dimissionario per raggiunti limiti d'età.
L'11 settembre 2010 papa Ratzinger ha accettato la sua rinuncia dal governo pastorale dell'arcidiocesi di Quito per raggiunti limiti d'età, ai sensi del can. 401 § 1 del Codice di diritto canonico, divenendo arcivescovo emerito all'età di settantasei anni; gli è succeduto monsignor Fausto Gabriel Trávez Trávez, O.F.M., trasferito lo stesso giorno dalla sede di Babahoyo.

### Cardinalato
Il 20 ottobre seguente, al termine dell'Udienza generale, papa Benedetto XVI ha annunciato la sua creazione a cardinale nel concistoro del 20 novembre seguente; è il quinto cardinale ecuadoriano nella storia della Chiesa. Durante la cerimonia, svoltasi nella Basilica di San Pietro in Vaticano, il Pontefice gli ha conferito la berretta, l'anello cardinalizio ed il titolo presbiterale di Santa Maria in Via; il titolo era vacante dal 13 ottobre 2008, giorno della morte del cardinale Antonio José González Zumárraga, suo diretto predecessore a Quito. Ha preso possesso della sua chiesa titolare in una celebrazione svoltasi una settimana dopo, il 28 novembre.
Ha partecipato al conclave del 2013, che ha portato all'elezione di papa Francesco. Il 1º gennaio 2014, al compimento dell'ottantesimo genetliaco, ha perso il diritto di entrare in conclave ed ha cessato di essere membro dei dicasteri della Curia romana, in conformità all'art. II § 1-2 del motu proprio Ingravescentem Aetatem.
Il 16 giugno 2015 papa Bergoglio lo ha nominato suo inviato speciale al X Congresso Eucaristico Nazionale del Perù in programma a Piura dal 13 al 16 agosto successivi.
È deceduto il 15 novembre 2020 a Quito, all'età di 86 anni. In seguito ai solenni funerali celebrati dall'arcivescovo di Quito Alfredo José Espinoza Mateus due giorni dopo presso la cattedrale metropolitana dell'Assunzione di Maria Vergine, è stato sepolto all'interno della cripta arcivescovile della cattedrale stessa.

## Genealogia episcopale e successione apostolica
La genealogia episcopale è:
- Cardinale Scipione Rebiba
- Cardinale Giulio Antonio Santori
- Cardinale Girolamo Bernerio, O.P.
- Arcivescovo Galeazzo Sanvitale
- Cardinale Ludovico Ludovisi
- Cardinale Luigi Caetani
- Cardinale Ulderico Carpegna
- Cardinale Paluzzo Paluzzi Altieri degli Albertoni
- Papa Benedetto XIII
- Papa Benedetto XIV
- Papa Clemente XIII
- Cardinale Marcantonio Colonna
- Cardinale Giacinto Sigismondo Gerdil, B.
- Cardinale Giulio Maria della Somaglia
- Cardinale Carlo Odescalchi, S.I.
- Cardinale Costantino Patrizi Naro
- Cardinale Lucido Maria Parocchi
- Papa Pio X
- Papa Benedetto XV
- Papa Pio XII
- Cardinale Carlo Confalonieri
- Cardinale Pablo Muñoz Vega, S.I.
- Cardinale Raúl Eduardo Vela Chiriboga

La successione apostolica è:
- Vescovo Segundo René Coba Galarza (2006)
- Vescovo Vincente Danilo Echeverría Verdesoto (2006)